# Johan Wilhelm Zetterstedt

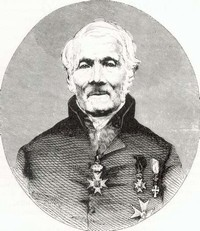
Johan Wilhelm Zetterstedt

Johan Wilhelm Zetterstedt (* 20. Mai 1785 in Lärketorp in der Gemeinde Mjölby in Östergötland; † 23. Dezember 1874 in Lund) war ein schwedischer Naturforscher, Entomologe und Hochschullehrer. Er arbeitete vor allem über Zweiflügler (Diptera) und Hautflügler (Hymenoptera). Sein offizielles botanisches Autorenkürzel lautet „J.W.Zetterst.“.

## Leben und Wirken
Zetterstedt war der Sohn des  Landvermessers Erik Petrus Zetterstedt und Hedvig (geborene Treutiger). Er besuchte die Schule und das Gymnasium in Linköping und studierte ab 1805 an der Universität Lund, wo er ein Schüler von Anders Jahan Retzius war. 1808 legte er diesem seine Dissertatio botanica De plantis cibariis Romanorum vor. 1810 promovierte er zum Doktor der Botanik. 1822 wurde er Professor und folgte 1839 Carl Adolph Agardh als Professor für Botanik und praktische Ökonomie. Von 1846 bis 1847 war er Rektor der Universität.
Er arbeitet besonders als Entomologe. Seine Sammlung von Diptera und Orthoptera befinden sich im Zoologischen Museum der Universität Lund.
Zu seinen Schülern gehörte der schwedische Entomologe Anders Gustaf Dahlbom (1806–1859).

## Mitgliedschaften
Als 1838 La Société Cuvierienne gegründet wird, war er eines der 140 Gründungsmitglieder der Gesellschaft.

## Werke
- Orthoptera Sueciae disposita et descripta. Lundae (Lund) 1821.
- Conspectus familiarum, generum et specierum Dipterorum, in Fauna insectorum Lapponica descriptorum. In: Isis. 1837.
- Insecta Lapponica. L. Voss, Lipsiae (Leipzig) 1838–1840.
- Diptera Scandinaviae disposita et descripta. 6 Bände. Lundbergiana, Lundae (Lund) 1842–1854.
- Diptera Scandinaviae disposita et descripta. Tomus duodecimus seu supplementum tertium, continens addenda, corrigenda & emendanda tomis undecim prioribus. Officina Lundbergiana, Lundae (Lund) 1855.